# تکوک زرین هخامنشی
تکوک زرین هخامنشی از آثار باستانی دوره هخامنشی و منسوب به همدان است. این تکوک زرین احتمالاً متعلق به ظروف تشریفاتی شاهانه بوده و استفاده از تکوک‌هایی به اشکال مختلف از هزاره اول پیش از میلاد تا دوران اسلامی در شرق نزدیک رواج داشته است.
تکوک زرین هخامنشی از دو بخش جامی قیف مانند و بدنه شیر بالدار تشکیل شده است. جام با شیارهای افقی و گل لوتوس و نخل و پیچکی تزئین شده که در جلوی بدنه به یک شیر بالدار متصل می‌شوند. شیر به صورت نشسته با دست‌های به جلو و بال‌های شیارداری در دو طرف ساخته شده است. دهن شیر باز و دندان‌ها و زبان آن قابل مشاهده است. پنجه‌های شیر به سمت جلو قرار دارد. بالها تو خالی و از دو ورقه زرین به هم لحیم‌شده، ساخته شده‌اند، بال‌ها دارای دو ردیف پرهای ریز ظریف و سه ردیف پرهای بلند هلالی هستند. در دهان باز شده شیر، زبان نصب شده و در پشت آن سوراخ آبریز وجود دارد که دیده نمی‌شود.
نشان‌واره یا لوگوی بانک پاسارگاد با الهام از تکوک زرین هخامنشی در موزه ایران باستان طراحی شده است.
تکوک زرین هخامنشی منسوب به همدان با ارتفاع ۹/۲۹ و عرض ۱۹ سانتی‌متر و وزن ۱۹۳۰ گرم از دو بخش جامی قیف مانند و بدنه شیر بالدار تشکیل شده استموزه ملی ایران